# Empresa Nacional de Distribuição de Electricidade
A Empresa Nacional de Distribuição de Electricidade (Ende-EP) é  uma empresa estatal angolana que atua nos negócios de distribuição eléctrica para o país, colaborando também nos sistemas de transmissão e geração.
A empresa é tutelada pelo Ministério da Energia e Águas.

## História
A atual Ende descende das empresas estatais "Empresa de Distribuição de Electricidade" (Edel) e "Empresa Nacional de Electricidade de Angola" (Ene), vocacionadas para a produção, transmissão e distribuição de energia eléctrica em Angola. Porém, para efeitos de especialização e continuação de atividades, considera-se que a Ende teve como principal predecessora basicamente a Edel, que por sua vez tinha sido a sucessora dos Serviços Municipalizados de Água e Electricidade (SMAE's) e das Linhas de Alimentação Interiores (LAI's).

### Criação da Edel
A "Empresa de Distribuição de Electricidade" (Edel) foi criada em 15 de agosto de 1987, por intermédio do decreto n.º 25/87, do Conselho de Defesa e Segurança, funcionando porém na alçada do Ministério da Energia. Tinha como objetivo de ser o órgão de distribuição e comercialização eléctrica central angolano, com foco na zona de Luanda. Surgiu pela fusão e centralização dos Serviços Municipalizados de Água e Electricidade (SMAE's) e das Linhas de Alimentação (ou Abastecimento) do Interior (LAI's). A Edel surgia também num período de afastamento da Guerra Civil Angolana da zona de Luanda, além de uma necessidade urgente de resolver o problema dos blecautes constantes.

### Transformação em empresa pública
Em 19 de novembro de 1999, por intermédio do decreto nº 33/99, a Edel deixa de ser unidade económica estatal e passa a ser empresa pública. O mesmo decreto dá natureza estatutária à empresa.

### Ende
Em 20 de novembro de 2014 o governo angolano, por intermédio do decreto presidencial nº 305/14, estabelece a Empresa Nacional de Distribuição de Electricidade (Ende-EP), como resultado da extinção das empresas públicas Edel e Ene. No caso da Ene, somente a fração da Unidade de Negócio de Distribuição foi passada à nova Ende. O mesmo decreto criou outras duas empresas: Rede Nacional de Transporte de Electricidade (RNT-EP) e a Empresa Pública de Produção de Electricidade (Prodel-EP).